# Peugeot 908

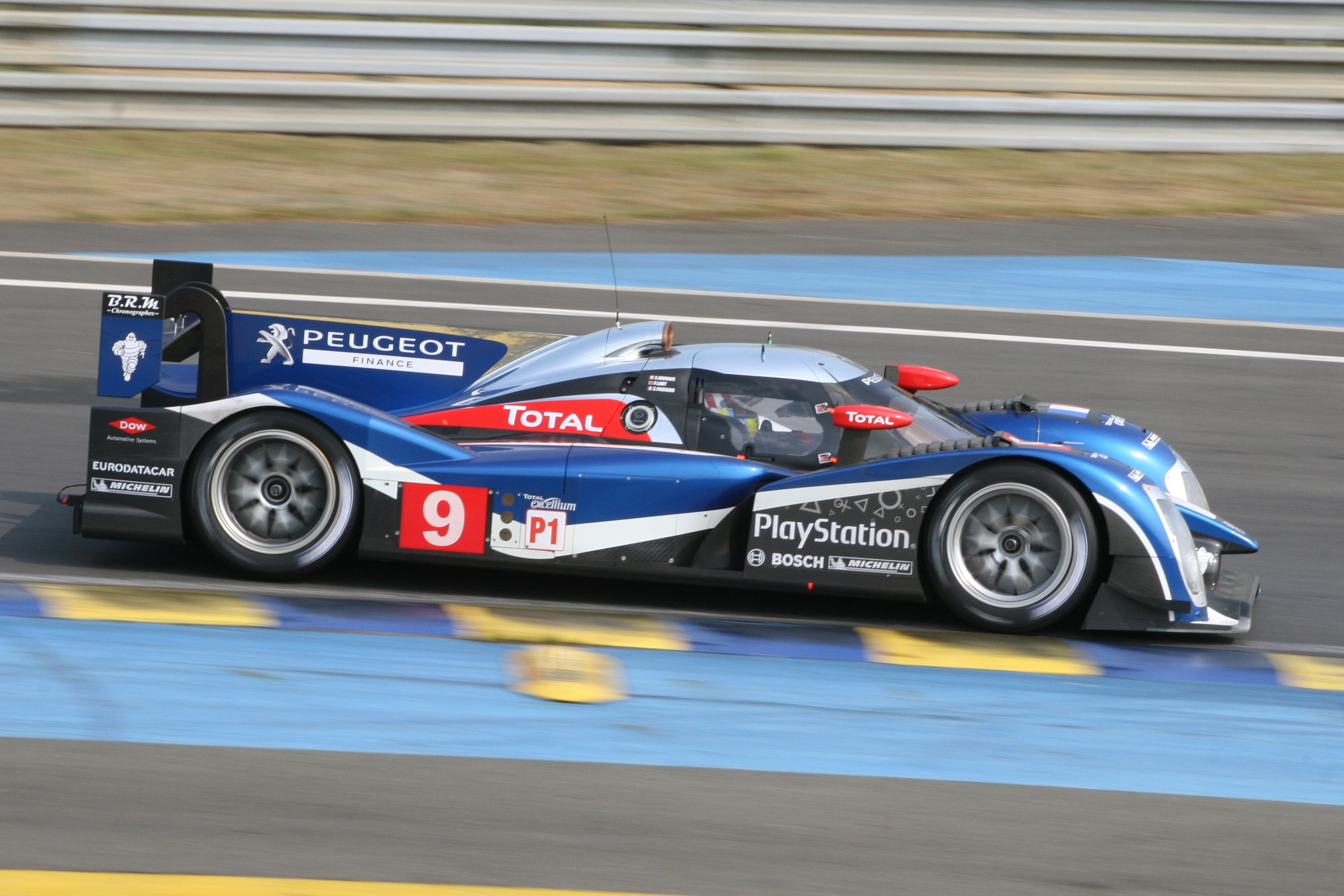
Peugeot 908 en el día de entrenamientos previo a las 24 horas de Le Mans.

El Peugeot 908 es un sport prototipo cerrado de la homologación LMP1 desarrollado por el fabricante francés Peugeot para competir en 2011 en las 24 Horas de Le Mans y la Copa Intercontinental Le Mans, en reemplazo del Peugeot 908 HDI FAP debido al cambio de reglamento.
Tiene un motor diésel de 8 cilindros en V, 3,7 litros de cilindrada, con dos turbocompresores y una potencia máxima de 550 CV. Está ubicado en posición central trasera longitudinal, e impulsa las ruedas traseras a través de una caja de cambios secuencial de seis marchas.
En su primera temporada, el 908 ganó cinco de las siete fechas de la Copa Intercontinental Le Mans, de las cuales tres fueron 1-2 para el modelo. Con ello, los 908 y 908 HDI vencieron a los Audi R15 TDI+ y Audi R18 en todas las fechas excepto las 24 horas de Le Mans, con lo cual ganaron ambos títulos, el de marcas y el de equipos.
Debido a la crisis económica, Peugeot decidió cancelar el programa de resistencia para 2012, a pocas semanas de la primera fecha de renombrado Campeonato Mundial de Resistencia.